# 비즈니스 프로세스 모델 및 표기법

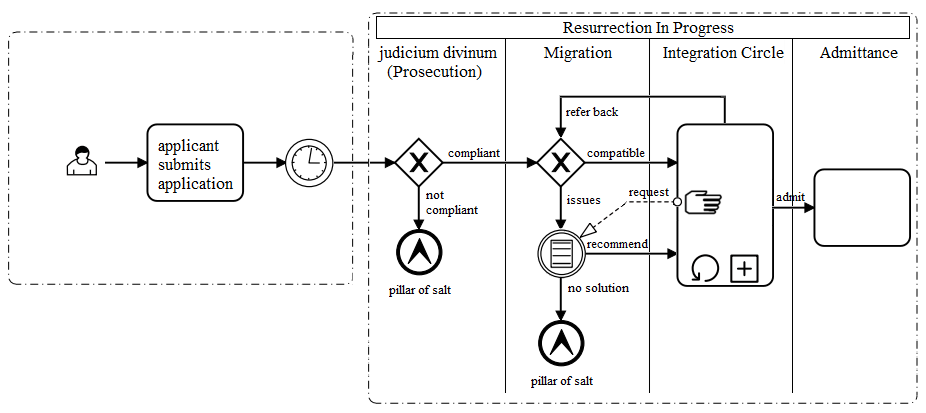
예시

비즈니스 프로세스 모델 및 표기법(Business Process Model and Notation, BPMN)은 비즈니스 프로세스 모델에서 비즈니스 프로세스를 지정하기 위한 그래픽 표현이다.
원래 BPMI(Business Process Management Initiative)에 의해 개발된 BPMN은 2005년 두 조직이 합병된 이후 OMG(Object Management Group)에서 유지 관리해 왔다. BPMN 버전 2.0이 2011년 1월에 출시되었으며 이때 이름이 다음으로 수정되었다. 기존 표기법 및 다이어그램 요소와 함께 도입된 실행 의미론의 도입을 반영하기 위한 비즈니스 프로세스 모델 및 표기법. OMG 사양이지만 BPMN은 ISO 19510으로도 비준되었다. 최신 버전은 2014년 1월에 발표된 BPMN 2.0.2이다.

## 같이 보기
- 비즈니스 성과 관리
- XPDL
- YAWL